# Telefonsko glasovanje
Telefonsko glasovanje (angleško televoting) je način glasovanja, pri katerem glasovalec odda svoj glas s telefonskim klicem ali pošiljanjem kratkega sporočila. Vsak kandidat ima svojo telefonsko številko oziroma geslo, ki ga glasovalec zapiše v SMS sporočilo. Glasovi se štejejo in ovrednostijo samodejno s pomočjo računalniške tehnologije.
Telefonska glasovanja potekajo skorajda izključno po televiziji, predvsem v zabavnih oddajah. Eno najbolj znanih telefonskih glasovanj poteka na izborih za Pesem Evrovizije. Evropska radiodifuzna zveza (EBU) je telefonsko glasovanje uvedla sredi devetdesetih let kot alternativo žiriji. Telefonsko glasovanje je postalo na tem tekmovanju odločilno pri izbiri zmagovalca. Le redke države se odtlej še poslužujejo točkovanja s pomočjo strokovne žirije.

## Slabosti telefonskega glasovanja
Glavna slabost telefonskega glasovanja je ta, da lahko posameznik v omejenem času odda več glasov. Hkrati ta način glasovanja nagovarja predvsem mlajše generacije. Telefonsko glasovanje ne zagotavlja strokovnega in nepristranskega točkovanja.
Na Evrosongu je uvedba telefonskega glasovanja močno povečala podarjanje glasov sosednjim državam, ki je sicer bilo prisotno v manjših razsežnostih že poprej. Po predvidljivih sosedskih vzorcih poteka glasovanje zlasti med Baltskimi in Skandinavskimi državami, med državami bivše Sovjetske zveze in med nekdanjimi jugoslovanskimi republikami. Pomembno na glasovanje vplivajo tudi izseljenci, zlasti turški izseljenci v Nemčiji glasujejo množično za Turčijo, ruski izseljenci za Rusijo ...